# Dicranella lenta
Dicranella lenta är en bladmossart som beskrevs av William M. Wilson och Braithwaite 1871. Dicranella lenta ingår i släktet jordmossor, och familjen Dicranaceae. Inga underarter finns listade i Catalogue of Life.